# Jaskinia Ali Baby w Klimczoku

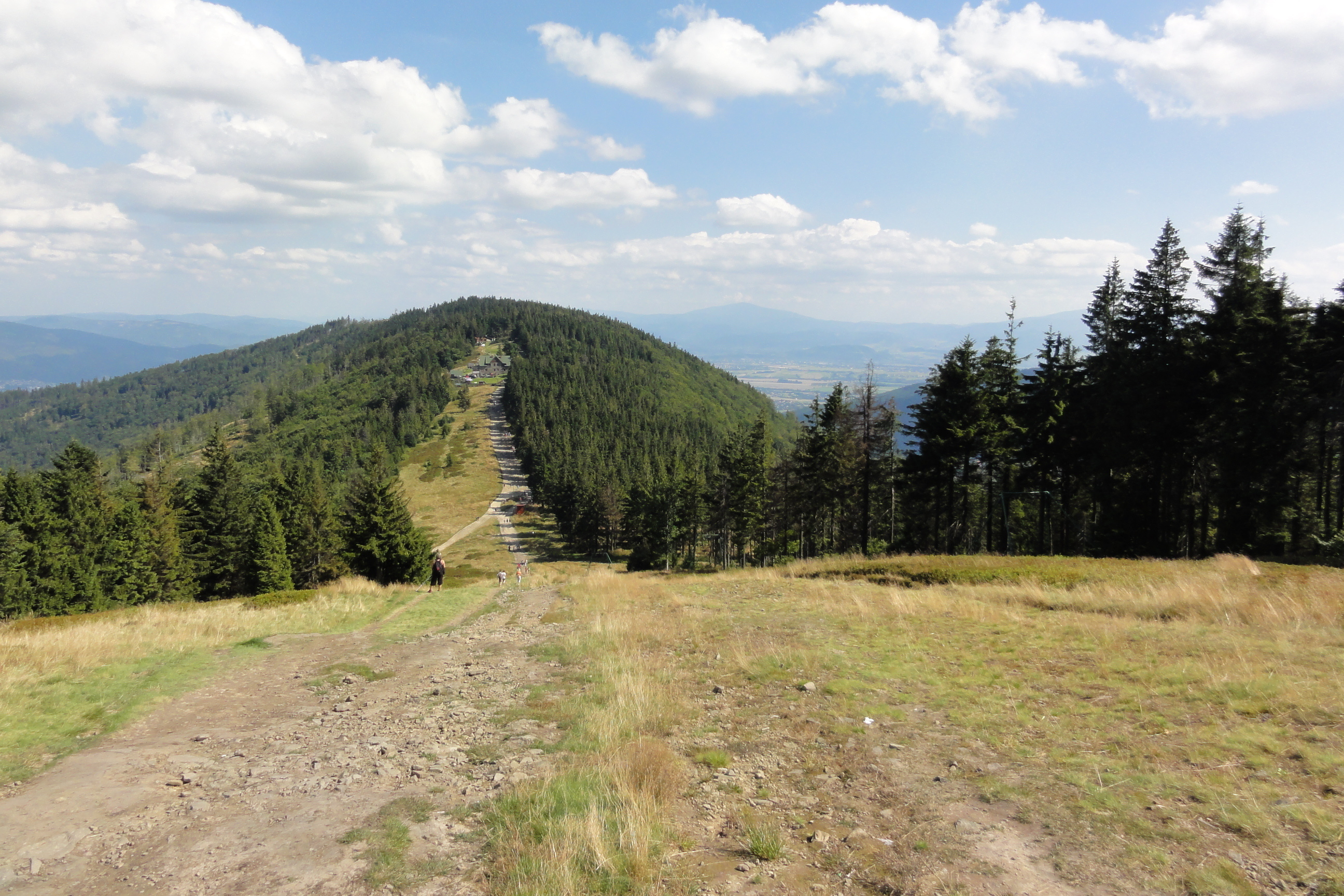
Klimczok. Widok z Magury

Jaskinia Ali Baby w Klimczoku – jaskinia w Beskidzie Śląskim. Wejście do niej znajduje się na południowo-zachodnim zboczu Klimczoka, w pobliżu szczytu, niedaleko Schroniska w Klimczoku I, na wysokości 1096 m n.p.m. Długość jaskini wynosi 328 metrów, a jej deniwelacja 17,6 metrów. 

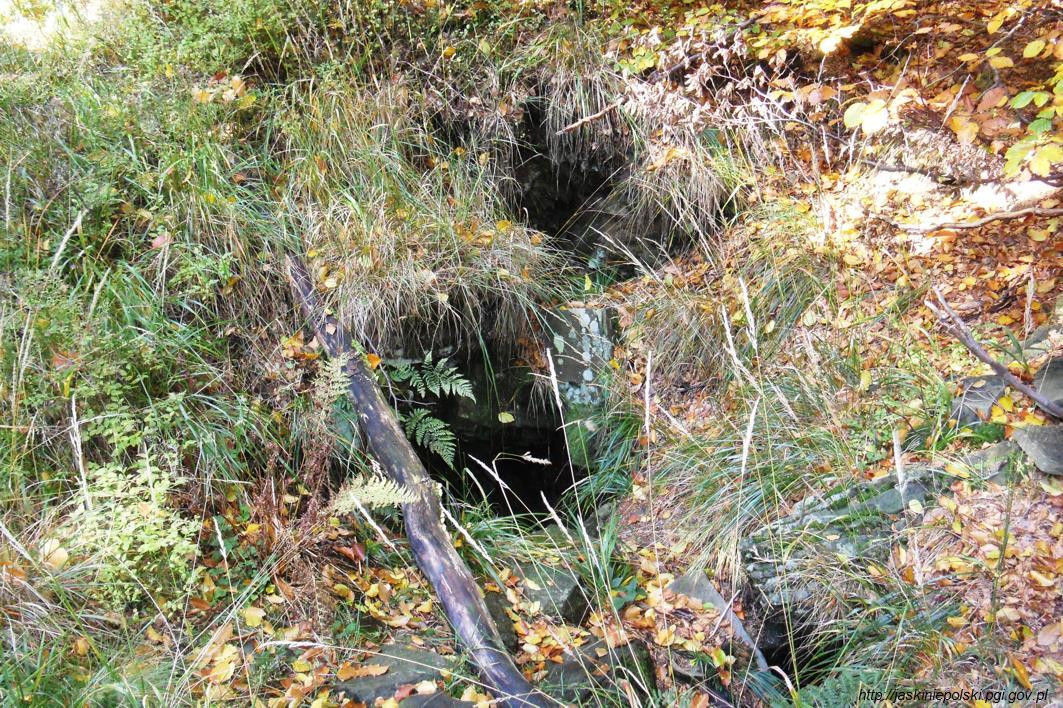
Otwór jaskini

## Opis jaskini
Jaskinia zaczyna się 6,5-metrową, pionową studnią. Mniej więcej w jej połowie znajduje się przejście do niewielkiej sali Filancówka. Metr niżej znajduje się zacisk, za którym zaczyna się korytarzyk prowadzący do rozgałęzienia. Na prawo idzie kilkumetrowy korytarz, na wprost ciąg prowadzący do następnego rozgałęzienia. Idąc na prawo dochodzi się do sali Skarbiec (4 m długości i 2 m szerokości). Stąd:
- w jej dnie zaczyna się ciąg prowadzący do dwupiętrowej Sali Końcowej (5,6 m długości i do 1,4 m szerokości)
- na lewo idzie korytarzyk, który przez zacisk prowadzi do Galerii. Jest to wysoki korytarz kończący się niedostępną szczeliną. Jest tu najniższy punkt jaskini (-17,6 m).

W ciągu prowadzącym ze studni wejściowej do Sali Końcowej (bliżej studni) znajduje się okienko za którym zaczyna się korytarz prowadzący do środkowej części jaskini. Na jego końcu, w stropie, jest wejście do niewielkiej Sali Wiatrów. Stąd przez studzienkę dochodzi się do Zawaliska z Oknem i dalej przez wąskie szczeliny z trudnymi zaciskami do Partii Zbójnickich. Można się do nich dostać również idąc ciągiem, który zaczyna się w korytarzu tuż przez Zawaliskiem z Oknem. Prowadzi on przez Izbę z Kotlikiem do Partii Zbójnickich. Jest tu kilka sal połączonych szczelinami, m.in. Sala Herszta i Harnasiowy Schowek. Za Salą Herszta znajdują się trzy Szczeliny do Herszta będące najdalej na północ wysuniętym ciągiem jaskini.

## Przyroda
Jaskinia jest typu osuwiskowego. Nie ma w niej nacieków. Na dnie ciągów znajduje się duża ilość głazów i odłamków skalnych. Ściany są wilgotne, brak jest na nich roślinności.
Jaskinia jest najwyżej położonym w Polsce, poza Tatrami, zimowiskiem podkowca małego. Można w niej spotkać pająki oraz szczerbówkę ksieni.

## Historia odkryć
Jaskinię odkryli S. Polański i R. Czarnecki ze Speleoklubu Bielsko-Biała w 1987 roku odgruzowując wejściową studnię.
W 2004 roku okazało się, że studnia wejściowa uległa zawaleniu, wskutek czego czasowo długość jaskini uległa skróceniu z ówczesnych 114 do 15 m. Latem 2006 r. udało się przekopać zawał, a po jego ustabilizowaniu nastąpił kolejny etap eksploracji jaskini.
Pierwszy opis jaskini (w 1987 i 1989 roku) sporządzili S. Polański, R. Czarnecki i P. Damek, natomiast plan Czesław Szura.